# Струмок Ставський
Струмок Ставський  — річка в Іванківському районі Київської області, ліва притока Тетерева (басейн Дніпра).

## Опис
Довжина річки приблизно 10 км. Формується з декількох безіменних струмків та багатьох невеликих водойм.

## Розташування
Бере початок на південно-західній стороні від села Олива. Тече переважно на південний схід понад селом Осовець і на північно-східній стороні від села Яхнівка впадає у річку Тетерів, праву притоку Дніпра.